# پورتولا (کالیفرنیا)
پورتولا (به انگلیسی: Portola) شهری در شهرستان پلوماس ایالت کالیفرنیا است که در سرشماری سال ۲۰۱۰ میلادی، ۲۱۰۴ نفر جمعیت داشته است.